# I. Inge svéd király
I. Inge Stenkilsson vagy Idősb Inge (óskandinávul: Ingi Steinkelsson; svédül: Inge den Äldre), († 1112 után), körülbelül 1079-től 1084-ig, majd 1087-től kb. 1112-ig volt Svédország királya.

## Élete

### Első uralkodása
Stenkil fiaként született, és egyes források szerint egy ideig Halsten nevű testvére mellett kormányzói feladatokat töltött be. Testvére halála után egyedül uralkodott tovább.
A hagyomány szerint Inge első uralkodása 1084-ben ért véget. Ekkor ugyanis a király be akarta tiltani az uppsalai pogány templomnál az áldozatok bemutatását, mire megkövezték. Ebben nem halt bele, de egy időre el kellett menekülnie svea földről.

### Második uralkodása
Feltehetőleg 1087-ben Inge legyőzte Svent és ismét magához ragadta a hatalmat. Gamla Uppsala pogány templomát leégette faszobraival együtt. Ettől az időszaktól kezdve felgyorsult a kereszténység térhódítása Svédországban.
A Hervarar saga elmondása szerint Inge jelentősen hozzájárult a svéd nép kereszténységre térítéséhez.
Inge kortársa Szent Eskil, aki abban az időben pápai tanácsra apátságot alapított a Vreta nevű település. Inge és családja nagy kiterjedésű földbirtokkal rendelkeztek ezen a területen és 20 parasztudvarnyi területet adtak át az itteni, ill. ide települő szerzeteseknek. Ez 1100 körül történhetett. Egyes történészek ebből azt a következtetést vonják le, hogy Inge Östergötland tartományból származhatott. Valószínűbb azonban, hogy ezek a földek felesége révén kerültek a család birtokába, de nem zárható ki az a lehetőség sem, hogy a meggyilkolt Sventől ragadták el a területeket. 
Az adomány hatására a pápa egy levelében a svédek tiszteletreméltó királyának nevezi Ingét (Ingo gloriosus Suetonum Rex).
Egy másik fontos történelmi esemény, mely Ingéhez kapcsolódik, a három király találkozója Kungahällában, ahol a dán I. Erik, a norvég III. Magnus, valamint Inge hosszú időre szóló békét kötöttek egymással. A találkozóról (többek között) Snorri Sturluson ír részletesen. A békét Inge azzal erősítette meg, hogy leányát, Margitot III. Magnushoz adta feleségül.

### Halála
Inge haláláról és azokról az évekről, amikor nem uralkodott, kevés adatunk van. Halálára vonatkozóan 1103 és 1108 között találhatunk forrásokat, és nincs egyértelműen leírva az sem, hogy halálakor viselte-e még a királyi címet. Más forrás 1112 utánra teszi halálát. Földi maradványait a smålandi Hånger városának temetőjében helyezték végső nyugalomra. Egyes források azonban arról számolnak be, hogy holttestét 1234-ben exhumálták, és a varnhemi apátságban temették újra.

## Gyermekei
Inge felesége a megölt Sven király leánytestvére, Helena volt. Margaréta leányán kívül volt még egy fia, aki a Ragnvald nevet viselte, azonban még Inge életében meghalt. Egyes történészek azonban ebben a fiúban vélik felfedezni Ragnvald Knaphövde alakját, aki a 12. század folyamán Kelet- és Közép-Svédországban uralkodott, és a norvég Harald Gille apósa volt.

## Fordítás
- Ez a szócikk részben vagy egészben  az   Inge I. (Schweden) című német Wikipédia-szócikk ezen változatának fordításán alapul.  Az eredeti cikk szerkesztőit annak laptörténete sorolja fel. Ez a jelzés csupán a megfogalmazás eredetét és a szerzői jogokat jelzi, nem szolgál a cikkben szereplő információk forrásmegjelöléseként.

## Külső hivatkozások
- Bengans historiasidor (svéd nyelven). Wadbring.com